# Monrovia
Monrovia er hovedstad i den vestafrikanske stat Liberia. Byen har 1.021.762(2008) indbyggere. Den ligger på en halvø mellem Atlanterhavet og Mesuradofloden og har en stor havn. Byen er opkaldt efter USA's femte præsident, James Monroe.